# Samsung Galaxy Watch 3

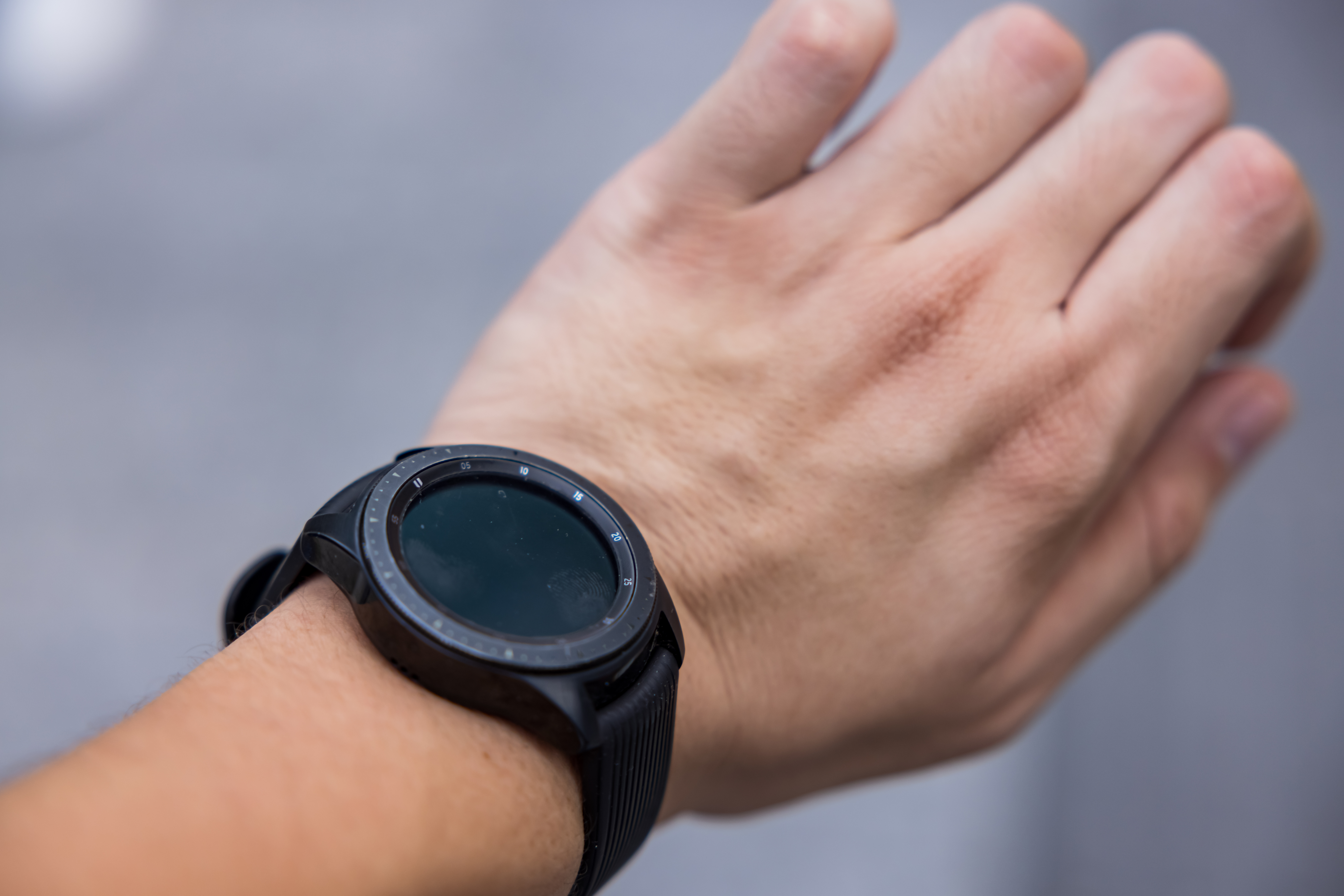
Samsung Galaxy Watch 3

Samsung Galaxy Watch 3 (стилизованные под Samsung Galaxy Watch3) — умные часы, разработанные Samsung Electronics, которые были выпущены 5 августа 2020 года на мероприятии Samsung Unpacked вместе с флагманами серии Galaxy Note и серии Galaxy Z, то есть Samsung Galaxy Note 20 и Samsung Galaxy Z.
Из-за ограничений пандемии COVID-19 на определенные общественные мероприятия смарт-часы были выпущены через онлайн-каналы Samsung.

## Технические характеристики

### Аппаратное обеспечение
Galaxy Watch 3 оснащен круглым дисплеем Super AMOLED размером 1,4 (360×360) дюймов с плотностью пикселей 257 пикселей на дюйм (360 пикселей/1,4 дюйма = 257,14 пикселей на дюйм), питается от несъемного аккумулятора емкостью 340 мАч и заряжается с помощью Ци индукционная зарядка. Смарт-часы имеют 1 ГБ оперативной памяти и 8 ГБ встроенной памяти. Galaxy Watch 3 также имеет полностью вращающуюся физическую рамку со стеклом дисплея, изготовленным из стекла Corning Gorilla Glass DX. Устройство совместимо с ремешками шириной 20 или 22 мм в зависимости от модели. Galaxy Watch 3 выпускаются в бронзовом, черном и серебристом цветах.
| Модель                    | Galaxy Watch3 | Galaxy Watch3 | Источник    |
| ------------------------- | --- | --- | ----------- |
| Вид                       | 41 mm | 45 mm | [ 8 ] [ 9 ] |
| Цвета                     | Mystic Bronze, Mystic Silver | Mystic Black, Mystic Silver (премиальная титановая модель поставляется лишь с цветом Mystic Black) | [ 8 ] [ 9 ] |
| Дисплей                   | 1.2” (30mm), full-color, always-on Circular Super AMOLED | 1.4” (34mm), full-color, always-on Circular Super AMOLED | [ 8 ] [ 9 ] |
| Разрешение                | 360 x 360 пикселей | 360 x 360 пикселей | [ 8 ] [ 9 ] |
| Номер модели              | SM-R850 (только сWi-Fi/Bluetooth), SM-R855U (с LTE), SM-R855F (глобальные с LTE), SM-R855N (корейская версия), SM-R8450 (китайская версия, 45mm) | SM-R840 (США Wi-Fi/Bluetooth), SM-R845U (США LTE), SM-R845F (глобальные LTE), SM-R845N (корейские) | [ 8 ] [ 9 ] |
| SIM                       | eSim (только с LTE) | eSim (только с LTE) | [ 8 ] [ 9 ] |
| Материалы корпуса/ремешка | Корпус из нержавеющей стали 316L с кожаным ремешком премиум-класса | Корпус из нержавеющей стали 316L с кожаным ремешком премиум-класса (подходит для всех часовых ремешков/ремешков шириной 22 мм); Модель с титановой оправой и металлическим ремешком (подходит для всех часовых ремешков шириной 22 мм) | [ 8 ] [ 9 ] |
| Стекло                    | Corning ® Gorilla ® Glass DX | Corning ® Gorilla ® Glass DX | [ 8 ] [ 9 ] |
| Процессор                 | Exynos 9110 (10nm) dual-core 1.15 GHz ARM Cortex-A53; GPU: Mali-T720 | Exynos 9110 (10nm) dual-core 1.15 GHz ARM Cortex-A53; GPU: Mali-T720 | [ 8 ] [ 9 ] |
| Оперативная память        | 1GB | 1GB | [ 8 ] [ 9 ] |
| ОС                        | Tizen (OS 5.5) | Tizen (OS 5.5) | [ 8 ] [ 9 ] |
| Размеры                   | 41 x 42.5 x 11.3 mm (измерено без ремешка) | 45 x 46.2 x 11.1 mm (измерено без ремешка) | [ 8 ] [ 9 ] |
| Вес                       | 48.2 грамм | 53.8 грамм (сталь); 43 грамм (титан) | [ 8 ] [ 9 ] |
| Размер ремешка            | 20 mm | 22 mm | [ 8 ] [ 9 ] |
| Защита от воды            | MIL-STD-810G, Water Resistance to 5 ATM (50m) + IP68 | MIL-STD-810G, Water Resistance to 5 ATM (50m) + IP68 | [ 8 ] [ 9 ] |
| Встроенная память         | 1GB RAM | 1GB RAM | [ 8 ] [ 9 ] |
| Встроенная память         | 8GB Internal Storage (eMMC) | | [ 8 ] [ 9 ] |
| Связь                     | Все модели: Wi-Fi 802.11/b/g/n, Bluetooth 5.0, A2DP, LE, A-GPS, GLONASS, GALILEO, BDS | Все модели: Wi-Fi 802.11/b/g/n, Bluetooth 5.0, A2DP, LE, A-GPS, GLONASS, GALILEO, BDS | [ 8 ] [ 9 ] |
| Связь                     | Модели LTE для США (SM-R845U, SM-R855U), через eSIM: диапазоны LTE 2/4/5/12/13/25/26/66/71; Диапазоны UTMS 2/4/5 Поддержка операторов связи в США: Verizon, T-Mobile/Sprint, AT&T. | | [ 8 ] [ 9 ] |
| Связь                     | Международные модели LTE (SM-R845F, SM-R855F), через eSIM: диапазоны LTE 1/3/5/7/8/20/28; Диапазоны UTMS 1/5/8 GSM/HSPA/LTE, 2G/GSM/850/900/1800/2100, 3G/HSDPA/850/900/2100 Модели LTE только для Кореи (SM-R845N, SM-R855N), через eSIM: диапазоны LTE 1/3/5/7/8; Диапазоны UTMS 1/5/8 | | [ 8 ] [ 9 ] |
| Связь                     | Только для Китая, только 45 мм LTE (SM-R8450), через eSIM: диапазоны LTE 1/3/5/8/38/39/40/41); Диапазоны UTMS 1/8 | | [ 8 ] [ 9 ] |
| Датчики                   | Акселерометр, барометр, гироскоп, электрический датчик сердечного ритма (ЭКГ), оптический датчик сердечного ритма (ЧСС), датчик освещенности | Акселерометр, барометр, гироскоп, электрический датчик сердечного ритма (ЭКГ), оптический датчик сердечного ритма (ЧСС), датчик освещенности                                                                                           | [ 8 ] [ 9 ] |
| Батарея                   | 247mAh | 340mAh | [ 8 ] [ 9 ] |

### Программное обеспечение
Умные часы были выпущены с Tizen 5.5, в котором используется уникальная программная накладка Samsung.

### Цены
Розничная цена Galaxy Watch 3 составляет 399 долларов США за 41-миллиметровый вариант и 479 долларов США за 45-миллиметровый вариант.

## Прием
Ars Technica назвала Galaxy Watch 3 «значительным обновлением» Galaxy Watch Active2, которое не имеет «тонны новых функций, кроме дополнительного обнаружения падения», но «предлагает все ожидаемые удобства, такие как возможность принимать звонки, проверять голосовую почту и отправлять текстовые сообщения».
Engadget назвал Galaxy Watch 3 «лучшими умными часами не от Apple».